# Holešovice

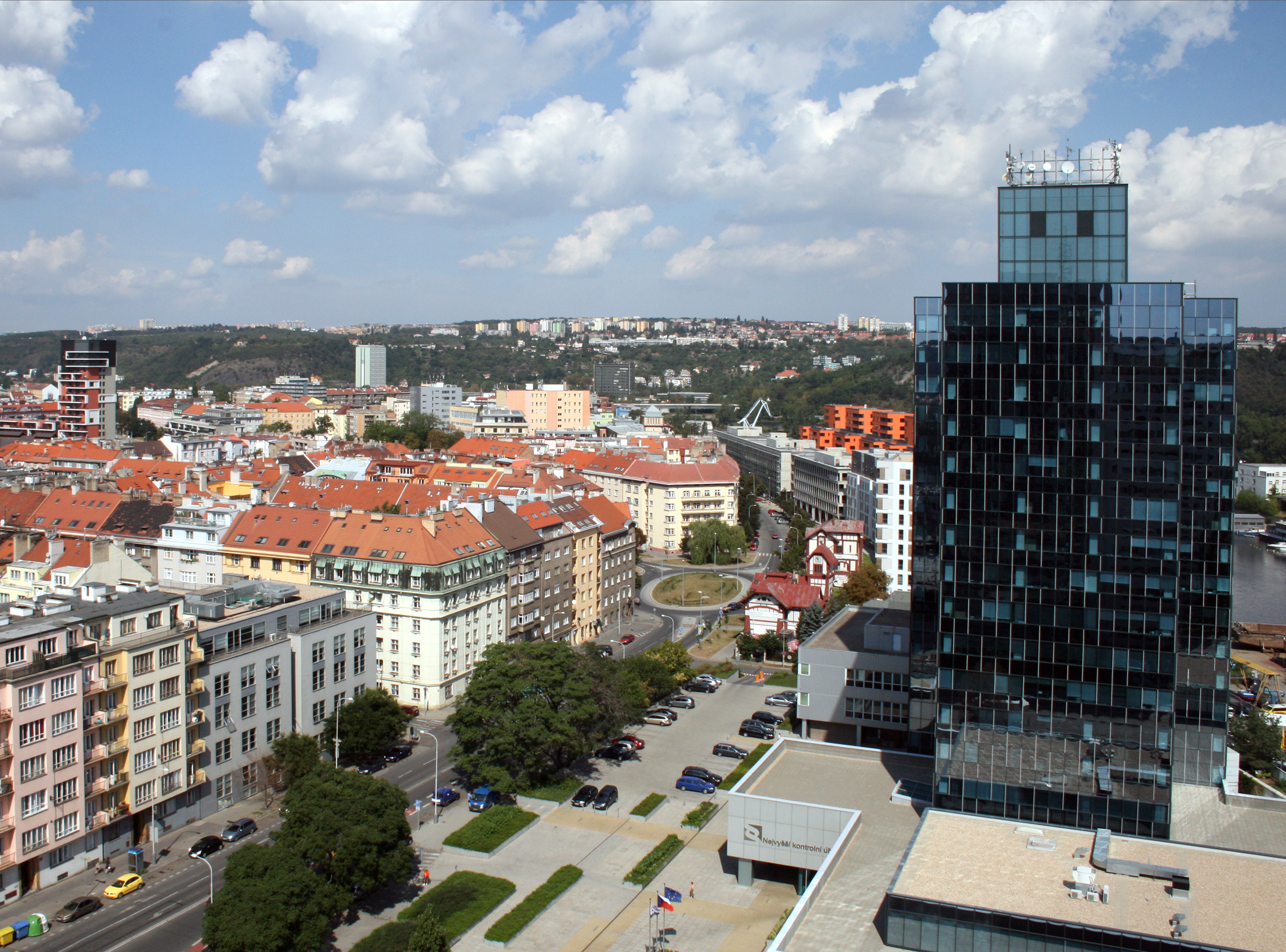
Panorama Holešovic

Holešovice (pol. Holeszowice), dzielnica Pragi położona w centrum miasta, po lewej stronie Wełtawy, niegdyś przemysłowa, dziś rezydencyjna, bardzo atrakcyjna ze względu na centralne położenie. Słynie z wielu tradycyjnych czeskich knajp.
Pierwsza wzmianka pochodzi z 1228.
Znajduje się tu międzynarodowy dworzec kolejowy Praha-Holešovice i przystanek Praha-Bubny oraz oddział czeskiej Galerii Narodowej, w którym zgromadzone są zbiory sztuki współczesnej - Veletržní palác.